# خوسيه لويس موريلو توريس
خوسيه لويس موريلو توريس (بالإسبانية: José Luis Murillo Torres)‏ هو سياسي مكسيكي، ولد في 24 فبراير 1957 في المكسيك. حزبياً، نشط في حزب العمل الوطني. وقد انتخب عضو مجلس النواب المكسيك.